# Carés de Lindos
Carés de Lindos foi um escultor grego de Lindos, na ilha de Rodes. Foi discípulo de Lísipo. Carés construiu para os ródios o Colosso de Rodes, uma estátua de Hélio feita em bronze (Plínio, História Natural XXXIV.xviii.41). Também atribuída a Carés foi uma colossal cabeça, que foi levada para Roma e dedicada no Capitólio, em 57 a.C.. O Colosso de Rodes foi uma das sete maravilhas do mundo antigo, e foi considerada como a maior obra de Carés. A novela de Lyon Sprague de Camp O Deus de Bronze de Rodes é escrita como memórias de Carés do Cerco de Rodes e a construção do Colosso de Rodes. A estátua, uma obra maravilhosa, levou Carés a suicidar-se logo após tê-la terminado, desgostoso com o pouco reconhecimento público.